# IEEE 802.1aq
Shortest Path Bridging (SPB, мостовое соединение по кратчайшему пути), стандартизованный IEEE как 802.1aq — сетевая технология, которая упрощает построение и конфигурацию сетей, одновременно используя преимущества многотрактовой маршрутизации (multipath routing).
Мостовое соединение по кратчайшему пути является современной альтернативой старому семейству протоколов, основанных на остовном дереве (IEEE 802.1D STP, IEEE 802.1w RSTP, IEEE 802.1s MSTP), которые умеют использовать только один маршрут пересылки трафика к корневому коммутатору (root bridge) и блокируют любые альтернативные пути, так как это может привести к образованию сетевой петли на 2-м уровне. SPB же активно использует все имеющиеся маршруты пересылки с одинаковой «стоимостью» (equal cost multipathing), и позволяет строить гораздо более масштабные топологии на 2-м уровне (до 16 миллионов сервисов, что гораздо больше традиционного ограничения 802.1Q в 4,096 виртуальных сетей/VLAN). Он так же имеет очень быстрое время сходимости и увеличивает эффективность многосвязных (mesh) топологий путём использования большей полосы пропускания между всеми устройствами и большей отказоустойчивости, так как трафик использует и балансируется между всеми доступными путями пересылки в многосвязной (mesh) сети. Для повышенной надежности уровень доступа в SPB можно применять технологии агрегирования каналов, такие как стандарт 802.1AX или проприетарные реализации механизмов MC-LAG.
SPB позволяет развертывать логические сети Ethernet поверх физической Ethernet инфраструктуры, используя протокол состояний соединений (link state protocol) для объявления как физической топологии, так и членства в логических/виртуальных сетях. Пакеты инкапсулируются на границе либо в кадр MAC-in-MAC 802.1ah, либо тегированные кадры 802.1Q/802.1ad и передаются только другим членам той же логической сети. Поддерживается одноадресная, многоадресная, и широковещательная пересылки и вся маршрутизация производится по симметричным (в прямом и обратном направлениях) кратчайшим путям.
Управляющая плоскость (control plane) базируется на протоколе Intermediate System to Intermediate System (IS-IS) и использует небольшое количество расширений, определённых в стандарте RFC 6329.

## История
В декабре 2011 Shortest Path Bridging (SPB) был оценен JITC и одобрен для развертывания в пределах Министерства обороны США из-за простоты в интегрированном OA&M и совместимостью с текущими протоколами. В марте 2012 IEEE одобрил новый стандарт 802.1aq.

## Высокий уровень
802.1aq является управляющем уровнем по состоянию канала для всех IEEE VLAN описанных в IEEE 802.1Q. SPBV (Shortest Path Bridging - VID) обеспечивает возможность обратной совместимости с технологиями  spanning tree. SPBM (Shortest Path Bridging - MAC, ранее известный как SPBB) обеспечивает дополнительные величины, которые извлекают выгоду из возможностей Provider Backbone Bridges (PBB). SPB (общее обозначение для обоих) комбинирует канал передачи данных Ethernet (или IEEE 802.1Q в случае SPBV или Provider Backbone Bridges (PBBs) IEEE 802.1ah в случае SPBM) с управляющим протоколом состояния канала IS-IS, работающим между мостами кратчайшего пути (ссылки NNI). Протокол маршрутизации по состоянию канала используется, чтобы обнаружить и распространить топологию сети и вычислить деревья кратчайшего пути от всех мостов в SPB Region.
В SPBM Backbone MAC (B-MAC) адреса участвующих узлов. Также распространена служба членской информации для интерфейсов к не участвующим устройствам (порты UNI). Данные топологии входные к механизму расчета, который вычисляет симметричные деревья кратчайшего пути, основанные на минимальной стоимости от каждого участвующего узла до всех других участвующих узлов. В SPBV эти деревья обеспечивают дерево кратчайшего пути, где отдельный MAC-адрес может быть изучен, и Group Address членство может быть распределено. В SPBM деревья кратчайшего пути тогда используются, чтобы заполнить таблицы переадресации для отдельных B-MAC-адресов каждого участвующего узла и для Group адресов; Group multicast деревья — поддеревья дерева кратчайшего пути по умолчанию, сформированного парой (Source, Group). В зависимости от топологии несколько различной равной стоимости мульти деревья пути возможны, и SPB поддерживает разнообразные алгоритмы на экземпляр IS-IS.
В SPB как и в других протоколах состояния канала, вычисления сделаны распределённым способом. Каждый узел вычисляет Ethernet совместимое передающее поведение, независимо основанное на обычно синхронизируемом общем представлении сети (в масштабах приблизительно 1000 узлов или меньше) и точек подключения службы (UNI порты). Таблицы базы данных фильтрации Ethernet заполнены локально, независимо и детерминировано реализуют её часть передающего поведения сети.
Две различных разновидности канала передачи данных дают начало двум немного отличающимся версиям этого протокола. Один (SPBM) предназначен где требуется полная изоляция многих отдельных экземпляров клиентских LAN и их связанных MAC-адресов устройства, и поэтому он использует полную инкапсуляцию (MAC-in-MAC a.k.a. IEEE 802.1ah). Другой (SPBV) предназначен где такая изоляция клиентских MAC-адресов устройства не нужна, и он повторно использует только существующий тег VLAN a.k.a. IEEE 802.1Q на участвующих (NNI) ссылках.
Хронологически SPBV появился первым с проектом первоначально задумываемым, чтобы адресовать масштабируемость и сходимость MSTP.
В то время, когда спецификация Provider Backbone bridging прогрессировала, и стало очевидно, что усиление уровня данных PBB и уровня управления состоянием канала значительно расширило бы возможности и приложения Ethernet.
Эти две разновидности (SPBV и SPBM) будут описаны отдельно, хотя различия находятся почти полностью в уровне данных.

### Shortest Path Bridging-VID — SPBV
Shortest Path bridging включает деревья кратчайшего пути для мостов VLAN, все уровни данных IEEE 802.1 и SPB — термин, использованный в общем. В последнее время было много внимания на SPBM в связи с его способностью управлять новым уровнем данных PBB и использовать определённые возможности, такие как устранение потребности делать B-MAC обучение и автоматического создания отдельных (одноадресная передача) и групповых (многоадресная передача) деревьев. SPBV был фактически исходным проектом, который пытался позволить Ethernet VLAN лучше использовать ячеистые сети.
Основная функция Shortest Path bridging — возможность использовать IS-IS состояния канала, чтобы изучить топологию сети. В SPBV механизм, используемый, чтобы идентифицировать дерево, должен использовать различные Shortest Path ID VLAN (VID) для каждого исходного моста. Топология IS-IS использована чтобы выделить уникальные SPVID и включить передачу по кратчайшему пути для отдельных и групповых адресов. Первоначально предназначенный для маленьких низких конфигураций сетей SPB превратился в больший проект, охватывающий последний уровень управления провайдером для SPBV и согласовывающий понятие уровня данных Ethernet. Сторонники SPB полагают, что Ethernet может использовать состояние канала и поддерживать атрибуты, которые сделали Ethernet одной из самых всеобъемлющих уровень данных транспортных технологий. Когда мы обращаемся к Ethernet, это — уровень 2 (Layer 2) формата кадра, определённые IEEE 802.3 и IEEE 802.1. Образующий мост IEEE 802.1Q Ethernet VLAN — парадигма пересылки кадров, которая полностью поддерживает высокоуровневые протоколы, такие как IP.
SPB определяет область кратчайшего пути, которая является границей топологии кратчайшего пути и остальной части топологии VLAN (который может быть любым числом наследуемых мостов). SPB работает, изучая способные мосты SPB и увеличивая область, чтобы включать способные мосты SPB, у которых есть тот же самый Base VID и сборник конфигурации MSTID (выделение VID в целях SPB).
SPBV создает деревья кратчайшего пути, которые поддерживают предотвращение цикла и дополнительно поддерживают уменьшение цикла на SPVID. SPBV все ещё позволяет узнавать о MAC-адресах Ethernet, но он может распределить групповой адрес, который может использоваться, чтобы сократить деревья кратчайшего пути согласно многоадресному членству или через MMRP, или через непосредственно использование распределения IS-IS многоадресного членства.
SPBV создает деревья кратчайшего пути, но также и взаимодействует с наследуемыми мостами, выполняющими Rapid Spanning Tree Protocol и Multiple Spanning Tree Protocol. SPBV использует методы от MSTP областей, чтобы взаимодействовать с non-SPB областями, ведущими себя логически как большой распределённый мост, просматривающийся снаружи области.
SPBV поддерживает деревья кратчайшего пути, но SPBV также создает связующее дерево, которое вычислено от базы данных состояния канала и использует Base VID. Это означает, что SPBV может использовать это традиционное связующее дерево для вычисления общего и внутреннего связующего дерева (Common and Internal Spanning Tree — CIST). CIST — дерево по умолчанию, используемое, чтобы взаимодействовать с другими наследуемыми мостами. Это также служит падением назад связующего дерева, если есть проблемы конфигурации с SPBV.
SPBV был разработан, чтобы управлять умеренным числом мостов. SPBV отличается от SPBM, в котором MAC-адреса изучены на всех мостах, которые лежат на кратчайшем пути, и используется совместное изучение VLAN, так как место назначения MAC может быть связано с многократным SPVID. SPBV изучает все MAC, это пересылается даже вне области SPBV.

### Shortest Path Bridging-MAC — SPBM
SPBM повторно использует уровень данных PBB, который не требует, чтобы Backbone Core Bridges (BCB) изучили инкапсулированные клиентские адреса. В краю сети C-MAC (клиент) изучены адреса. SPBM очень похож на PLSB использованием тех же самых данных и уровнями управления, но формат и содержание сообщений управления в PLSB не совместимые.
Отдельный MAC кадры (одноадресный трафик) от подключенного устройства Ethernet, которые получены в краю SPBM, инкапсулируются в PBB (mac-in-mac) заголовок IEEE 802.1ah и затем пересекают сеть IEEE 802.1aq, неизменную, пока они не лишены инкапсуляции как они исходят назад к не участвующей присоединенной сети в противоположной стороне участвующей сети.
Адреса получателя Ethernet (от подключенных устройств порта UNI) выполняют изучение по логическому LAN и переданы соответствующему участвующему B-MAC-адресу, чтобы достигнуть места назначения Ethernet дальнего конца. Этим способом MAC-адреса Ethernet никогда не смотрят в ядре сети IEEE 802.1aq. Сравнивая SPBM с PBB поведение почти идентично сети IEEE 802.1ah PBB. PBB не определяет, как B-MAC-адреса изучены, и PBB может использовать связующее дерево, чтобы управлять B-VLAN. В SPBM основное различие — то, что B-MAC-адрес распределен или вычислен на уровне управления, устраняя B-MAC, учащийся в PBB. Также SPBM гарантирует, что сопровождаемый маршрут является деревом кратчайшего пути.
Прямые и обратные пути, используемые для одноадресного и многоадресного трафика в сети IEEE 802.1aq, симметричны. Эта симметрия разрешает нормальному Ethernet Continuity Fault Messages (CFM) IEEE 802.1ag, чтобы работать неизменный для SPBV и SPBM и имеет требуемые свойства относительно протоколов распределения во времени, таких как PTP Version 2. Также существующее предотвращение цикла Ethernet дополнено уменьшением цикла, чтобы обеспечить быструю сходимость уровня данных.
Групповой адрес и неизвестные целевые отдельные фреймы оптимально переданы к только элементам той же самой службы Ethernet. IEEE 802.1aq поддерживает создание тысяч логических служб Ethernet в форме конструкций E-LINE, E-LAN или E-TREE, которые сформированы между не участвующими логическими портами сети IEEE 802.1aq. Эти пакеты групповых адресов инкапсулируются с заголовком PBB, который указывает на источник, участвующий адрес в SA, в то время как DA указывает, что локально существенный групповой адрес этого кадра должен быть передан и какой исходный мост породил фрейм. Многоадресные таблицы переадресации IEEE 802.1aq создаются основаннами на вычислениях так, что каждый мост, который находится на кратчайшем пути между парой мостов, которые являются элементами той же самой группы службы, создаст надлежащее состояние FDB, чтобы передать или тиражировать фреймы, это получат элементы той группы службы. Начиная с группового адреса вычисления производят деревья кратчайшего пути, есть только одна копия многоадресного пакета на любой данной ссылке. Так как только мосты на кратчайшем пути между участвующими логическими портами создают состояние FDB, многоадресная передача делает эффективное использование сетевых ресурсов.
Фактический групповой адрес передающий операцию работает более или менее тождественно к классическому Ethernet, B-DA+B-VID комбинация ищется, чтобы найти выходной набор следующих транзитных участков. Единственная разница по сравнению с классическим Ethernet — то, что обратное изучение отключено для участвующих B-MAC-адресов моста и заменен входной проверкой и отбрасыванием (когда фрейм прибывает во входящий интерфейс из неожиданного источника). Изучение однако реализовано в краях многоадресного дерева SPBM, чтобы изучить B-MAC отношению MAC-адреса для корректной отдельной инкапсуляции фрейма в обратном направлении (когда пакеты прибывают по интерфейсу).
Должным образом реализованная сеть IEEE 802.1aq может поддерживать до 1000 участвующих мостов и обеспечить 10-е тысячи уровня 2 службы E-LAN к устройствам Ethernet. Это может быть сделано, просто конфигурируя порты, обращенные к устройствам Ethernet, чтобы указать, что они — элементы данной службы. Поскольку новые элементы приходят и уходят, протокол IS-IS распространит изменения членства I-SID, и вычисления вырастят или уменьшат деревья в участвующей сети узла по мере необходимости, чтобы поддержать эффективное многоадресное свойство для той службы.
У IEEE 802.1aq есть свойство, что только точка крепления службы нуждается в конфигурации, когда новая точка подключения прибывает или идет. Деревья, произведенные вычислениями, будут автоматически расширены или сокращены по мере необходимости, чтобы поддержать связь. В некоторых существующих реализациях это свойство используют к автоматическому (в противоположность через конфигурацию) добавлению или удалению точек подключения для двойных сетевых технологий, таких как кольца, чтобы поддержать оптимальный пакетный поток между не участвующим кольцевым протоколом и сетью IEEE 802.1aq, активируя вторичную точку подключения и деактивировав основную точку подключения.

## SPB — ключевые атрибуты и преимущества для приложений
И SPBV и SPBM наследовали ключевые преимущества маршрутизации состояния канала:
- возможность использовать всю доступную физическую связь, потому что предотвращение цикла использует Control Plane с глобальным представлением топологии сети
- быстрое восстановление связи после отказа, снова из-за глобального представления маршрутизации состояния канала топологии сети
- при отказе только непосредственно пострадавший трафик воздействует во время восстановления; весь незатронутый трафик просто продолжается
- быстрое восстановление широковещательной передачи и многоадресной связи, потому что IS-IS лавинно рассылает всю запрошенную информацию в SPB расширениях IS-IS, таким образом позволяя одноадресной передаче и многоадресной связи быть установленной параллельно, без потребности во втором фазе процесса сигнализации, чтобы работать на основе сходившейся одноадресной топологии, вычислить и установить многоадресные деревья

## Восстановления после сбоя
Восстановление после отказа происходит согласно нормальному IS-IS с распространяемым отказом соединения и выполняются новые вычисления, приводя к новым таблицам FDB. Так как никакие Ethernet-адреса не распространены или не известны этим протоколом, нет никакого переизучения, требуемого ядром SPBM, то его изученные инкапсуляции не затронуты отказом соединения или транзитным узлом.
Быстрое аварийное соединение может обнаружить отказы при выполнении, используя Сообщения Проверки Целостности (CCMs — Continuity Check Messages) IEEE 802.1ag, которые тестируют состояние соединения и сообщают об отказе протоколу IS-IS. Это позволяет намного более быстрое обнаружение отказов, чем возможное использование механизмов приветственного сообщения IS-IS потерь.
И SPBV и SPBM унаследовали быструю сходимость состояния ссылки управляющей плоскости. Специальный атрибут SPBM — своя возможность восстановить многоадресные деревья в подобное время, чтобы одноадресно передать сходимость, потому что это заменяется вычислением того, что оно сигнализировало. Когда мост SPBM выполнил вычисления на базе данных топологии, он знает, является ли это наикратчайшим путём между корнем и одним или более листами SPT и может установить состояние соответственно. Сходимость не пропущена инкрементным открытием места моста на многоадресном дереве при помощи отдельных сигнальных транзакций. Однако, SPBM на узле не работает полностью независимо от его коллег и осуществляет соглашение по текущей топологии сети с его коллегами. Этот очень эффективный механизм использует обмен единственным обзором состояния ссылки, покрывающего все сетевое представление, и не требует соглашения по каждому пути к каждому корню индивидуально. Результат состоит в том, что объём обмена сообщениями для сходимости сети находится в пропорции к инкрементному изменению в топологии, а не числе многоадресных деревьев в сети. Простое события ссылки, которое может изменить много деревьев, передано, сигнализируя только событие ссылки; последовательная древовидная конструкция выполняется локальным вычислением в каждом узле. Добавление единственной точки доступа службы к экземпляру службы включает только объявление о I-SID, независимо от числа деревьев. Так же удаление моста, который мог бы включить восстановление сотен к тысячам деревьев, сообщено только с несколькими обновлениями состояния ссылки.
Коммерческие предложения, вероятно, предложат SPB по задержке multi-chassis lag. В этой среде появляются фреймы многопозиционного switch-а, поскольку единственный switch к SPB управляет плоскостью, и многократные соединения между парами фреймов появляются как совокупное соединение. В этом контексте единственный отказ соединения или узла не замечен плоскостью управления и обработан, локально заканчиваясь во время восстановления на 50 мс.

## Операции и Управление
802.1aq основывается на всем существующем Ethernet OA&M. Поскольку 802.1aq обеспечивает, что его одноадресные и многоадресные пакеты для данного VLAN следуют за тем же самым прямым и обратным путём и используют полностью стандартные 802 инкапсуляции, все методы 802.1ag и Y.1731 работают без изменений в сети 802.1aq.

## Equal Cost Multi Tree — ECMT
Шестнадцать путей ECMT первоначально определены, однако есть многие более возможные. ECMT в сети IEEE 802.1aq более предсказуем, чем с IP или MPLS из-за симметрии между прямыми и обратными путями. Выбором, относительно которого будет использоваться путь ECMT, является присвоенное решение головного узла оператора, в то время как это — локальная переменная / хеширование решения с IP/MPLS.
IEEE 802.1aq, при столкновении с выбором между двумя равными ссылками стоимости путей, использует следующую логику для её первой связи ECMT, повреждающей алгоритм: во-первых, если один путь короче, чем другой с точки зрения транзитных участков, будет выбран более короткий путь выбран, в противном случае будет выбран путь с минимальным Bridge Identifier {BridgePriority, связанный с (IS-IS SysID)}. Другие алгоритмы ECMT создаются, просто используя известные перестановки BridgePriority || SysIds. Например, второе определило алгоритм ECMT, использует путь с минимумом инверсии BridgeIdentifier и может считаться взятием пути с максимальным идентификатором узла. Для SPBM каждая перестановка экземпляров — отличный B-VID. Верхний предел многопутевых перестановок ограничен числом B-VIDs, делегированного к 802.1aq операции, максимум 4094, несмотря на то, что число полезных перестановок пути потребовало бы части доступного пространства B-VID. Четырнадцать дополнительных алгоритмов ECMT определены с помощью различных битовых масок, применялся к BridgeIdentifiers. Так как BridgeIdentfier включает приоритетное поле, возможно скорректировать поведение ECMT, изменяя BridgePriority вверх или вниз.
Служба присвоена данному ECMT B-VID в краю сети конфигурацией. В результате не участвующие пакеты, связанные с той службой, инкапсулируются с VID, связанным с требуемым ECMT, вплотную соединяют каналом. Весь индивидуальный трафик и трафик адреса группы, связанный с этой службой, будут использовать надлежащий ECMT B-VID и будут перенесены симметрично вплотную на надлежащей равной стоимости множественного пути. По существу, оператор решает, какие службы входят в пути ECMT, в отличие от решения для хеширования, используемого в других системах, таких как IP/MPLS. Деревья могут поддерживать агрегацию ссылки (LAG — link aggregation) группы в древовидном сегменте «ответвления», где происходит некоторая форма хеширования.
Это симметричное и плотное поведение ECMT дает IEEE 802.1aq очень предсказуемое поведение и от инженерных инструментов может точно смоделировать точные потоки данных. Поведение также выгодно для сетей, где один путь измерения задержки важен. Это вызвано тем, что один путь задержки может быть точно вычислен как 1/2 круговой задержки. Такие вычисления используются протоколами распределения во времени, например IEEE 1588 для частоты и синхронизации времени суток, требующуюся между источниками часов и беспроводными базовыми станциями.
Показанные ниже три рисунка [5,6,7], которые показывают 8 и 16 поведений ECT в различных топологиях сети. Это составные объекты снимков экрана 802.1aq сетевого эмулятора, фиолетовым показан источник, а место назначения жёлтым, розовым показаны все вычисленные и доступные кратчайшие пути. Чем толще линия, тем больше использования кратчайших путей эта ссылка. Анимации показывают три различных сети, в которых множество источников и целевых пар, которые все время изменяются, чтобы помочь визуализировать то, что происходит.
Алгоритмы ECMT могут быть почти расширены с помощью непрозрачных данных, которые позволяют расширения вне основы 16 алгоритмов более или менее бесконечно. Ожидается, что другие группы стандартов или поставщики произведут изменения с, в настоящее время определёнными, алгоритмами для удовлетворения поведения различных стилей сетей. Ожидается, что многочисленные совместно используемые древовидные модели будут также определены, как скачкообразно движимые базируемые поведения стиля ECMP хеша транзитного участка. все определённые VID и алгоритмы, которые каждый узел соглашается выполнить.

## Пример SPBM
Мы будем работать над маленьким примером, с акцентом на деревья кратчайшего пути для одноадресной передачи и многоадресной передачи.
Сеть, показанная ниже [в рисунке 1], состоит из 8 участвующих узлов, пронумерованных 0 до 7. Они были бы коммутаторами или маршрутизаторами, выполняющими протокол IEEE 802.1aq. У каждого из 8 участвующих узлов есть много соседних узлов, пронумерованных 1.. 5. Они, вероятно, соответствовали бы интерфейсным индексам, или возможно номерам портов. С тех пор, как 802.1aq не поддерживает интерфейсы параллели, каждый интерфейс соответствует смежности. Порт / индексы интерфейсов локальны и показаны, потому что вывод вычислений производит интерфейсный индекс (в случае одноадресной передачи) или ряд интерфейсных индексов (в случае многоадресной передачи), которые являются частью базы данных переадресации (FIB) вместе с целевым MAC-адресом и магистралью VID.

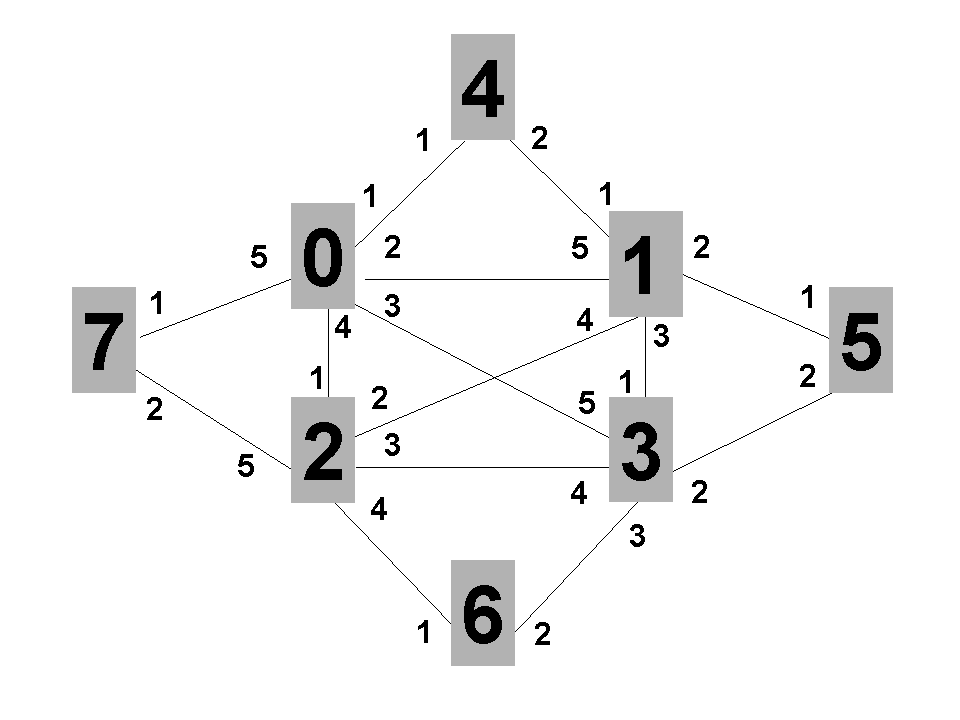
Рисунок 1 - пример узлов, ссылок и индексов интерфейсов.

У сети выше есть полностью решетчатое внутреннее ядро четырёх узлов (0.. 3) и затем четыре внешних узла (4,5,6 и 7), каждый размещенный двойным образом (dual-homed) на пару внутренних базовых узлов.
Обычно, когда узлы прибывают из фабрики, они имеют MAC-адрес, который становится идентификатором узла, но в целях этого примера мы предположим, что у узлов есть MAC-адреса формы 00:00:00:00:N:00, где N — идентификатор узла (0.. 7) от рисунка 1. То есть у узла 2 есть MAC-адрес 00:00:00:00:02:00. Узел 2 соединен с узлом 7 (00:00:00:00:07:00) через интерфейс/5.
Протокол IS-IS работает на всех показанных ссылках, так как они между участвующими узлами. У IS-IS приветственный протокол имеет несколько дополнений для 802.1aq включая информацию о магистрали VIDs, который будет использоваться протоколом. Мы предположим, что оператор принял решение использовать магистраль VIDs 101 и 102 для этого экземпляра 802.1aq в этой сети.
Узел будет использовать их MAC-адреса в качестве IS-IS SysId и присоединения к единственному уровню IS-IS и обмениваться пакетами состояния канала (LSPs в терминологии IS-IS). LSPs будет содержать информацию узла и соединять информацию так, что, каждый узел изучит полную топологию сети. Так как мы не определили вес ссылкок в этом примере, протокол IS-IS выберет канальную метрику по умолчанию для всех ссылок, поэтому вся маршрутизация будет минимальным числом транзитных участков.
После открытия топологии следующий шаг — распределённое вычисление одноадресных маршрутов и для ECMP VIDs и для населения одноадресных таблиц переадресации (FIBs).

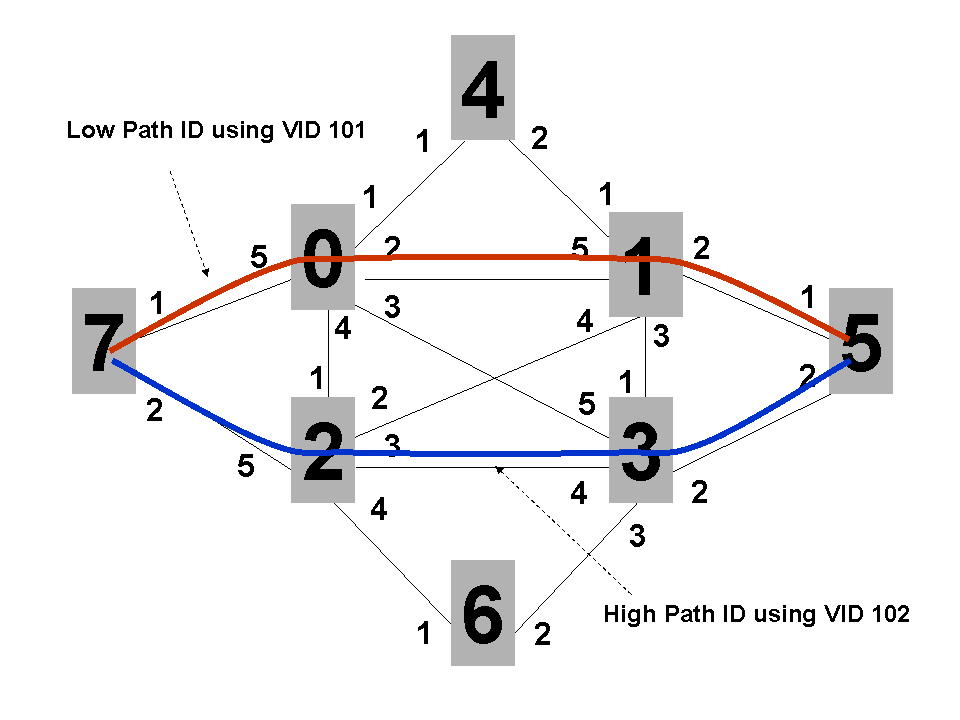
Рисунок 2 - два ECMP соединены каналом между узлами 7 и 5.

Рассмотрим маршрут от Узла 7 к Узлу 5: есть много равных по стоимости путей. 802.1aq определяет, как выбрать два из них: первое упоминается как путь Low PATH ID. Это путь, у которого есть минимальный идентификатор узла на нём. В этом случае путь Low PATH ID — 7->0->1->5 (как показано в красном в рисунке 2). Поэтому каждый узел на том пути создаст передающую запись к MAC-адресу узла пять использований первого ECMP VID 101. С другой стороны, 802.1aq определяет вторую связь ECMP, повреждающую алгоритм под названием High PATH ID. Это путь с максимальным идентификатором узла на нём, и в примере путь 7->2->3->5 (показанный в синем в рисунке 2).
Поэтому узел 7 будет иметь FIB, который среди прочего указывает:
- MAC 00:00:00:05:00 / vid 101 следующий транзитный участок — interface/1.
- MAC 00:00:00:05:00 / vid 102 следующий транзитный участок — interface/2.

У узла 5 будет точная инверсия в её FIB:
- MAC 00:00:00:07:00 / vid 101 следующий транзитный участок — interface/1.
- MAC 00:00:00:07:00 / vid 102 следующий транзитный участок — interface/2.

Промежуточные узлы также приведут к логичным результатам так, например, у узла 1 будут следующие записи:
- MAC 00:00:00:07:00 / vid 101 следующий транзитный участок — interface/5.
- MAC 00:00:00:07:00 / vid 102 следующий транзитный участок — interface/4.
- MAC 00:00:00:05:00 / vid 101 следующий транзитный участок — interface/2.
- MAC 00:00:00:05:00 / vid 102 следующий транзитный участок — interface/2.

И узел 2 будет иметь следующие записи:
- MAC 00:00:00:05:00 / vid 101 следующий транзитный участок — interface/2.
- MAC 00:00:00:05:00 / vid 102 следующий транзитный участок — interface/3.
- MAC 00:00:00:07:00 / vid 101 следующий транзитный участок — interface/5.
- MAC 00:00:00:07:00 / vid 102 следующий транзитный участок — interface/5.

Если у нас было присоединено не участвующее устройство в Узле 7 говорящее с не участвующим устройством в Узле 5 (например, Устройство А говорит с Устройству C на рисунке 3), они передали бы по одному из этих кратчайших путей с MAC-in-MAC инкапсулировавший фрейм. Заголовок MAC на любой из ссылок NNI показал бы внешний исходный адрес 00:00:00:70:00, внешний адрес назначения 00:00:00:50:00 и BVID, 101 или 102, в зависимости от выбранного для этого набора не участвующий ports/vids. Заголовок, один раз вставленный в узле 7, полученный из узла A, не изменился бы ни на одной из ссылок пока вышедших назад пакет не достиг Устройство C в Узле 5. Все участвующие устройства сделали бы простой поиск DA+VID, чтобы определить исходящий интерфейс, а также проверили бы, что входящий интерфейс — подходящий следующий транзитный участок для SA+VID пакета. Адреса участвующих узлов 00:00:00:00:00:00… 00:00:00:07:00 никогда не запоминаются лишь, распространяются IS-IS как SysId узла.
Одноадресная передача, передающая не участвующему клиенту (например. A, B, C, D на рисунке 3) адрес возможен, когда первый транзитный участок участвующего узла (например, 7) в состоянии знать, которые в последний транзитный участок участвующего узла (например, 5) присоединен к требуемому не участвующему узлу (например. C). Так как эта информация не распространяется IEEE 802.1aq, то это должно быть выучено. Механизм обучения идентичен IEEE 802.1ah, в котором соответствующему внешнему одноадресному DA MAC, если не известен заменен многоадресным DA, а когда ответ получен, SA сообщает нам DA, чтобы достигнуть не участвующего узла, который получал ответ, например узел 7 узнает, что C достигнут узлом 5.

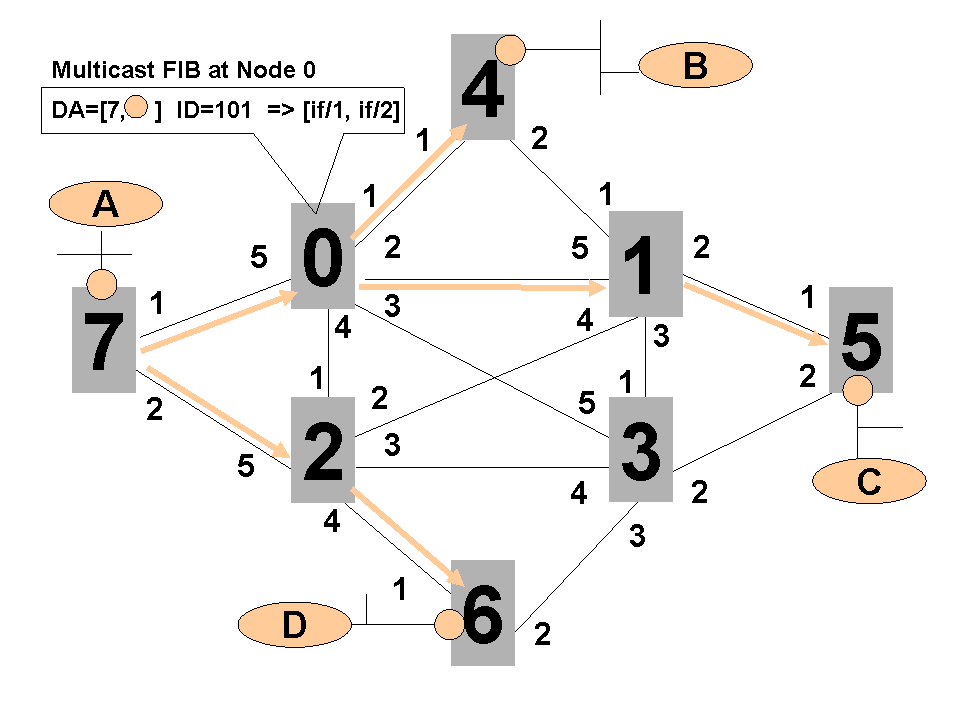
Рисунок 3

Так как мы хотим сгруппировать наборы не участвующих портов в службы и препятствовать тому, чтобы они многоадресно передавали друг другу данные, IEEE 802.1aq обеспечивает механизм посредством источника, службы многоадресной передачи и определяет специальный многоадресный формат адреса назначения, чтобы обеспечить это. Так как групповой адрес должен однозначно определить дерево, а так как есть дерево на источник через уникальную службу, групповой адрес содержит два компонента: компонент службы в младшем разряде 24 бита и сетевом широком уникальном идентификаторе в старших 22 битах. Так как это групповой адрес, многоадресный бит установлен, а так как мы не используем стандартное пространство OUI для этих произведенных адресов, Локальный бит 'L' установлен для снятия неоднозначности этих адресов. На рисунке 3 это представлено с DA = [7, O], где 7 представляют пакеты, происходящие из узла 7, и цветной O представляет службу E-LAN, в которой мы ограничены по объёму.
До создания многоадресной передачи для службы, узлы с портами, обращенные к той службе, должны быть указаны как участники. Например, узлы 7,4,5 и 6 указаны как участники данной службы, например служба 200, а также, что далее они должны использовать bvid 101. Это распространено ISIS, и все узлы тогда делают вычисление SPBM, чтобы определить, участвуют ли они как головной узел, как заключительная часть или тандемная точка между другой головой и заключительными частями в службе. Так как узел 0 является тандемом между узлами 7, и 5 он создает передающую запись для пакетов от узла 7 на этой службе к узлу 5. Аналогично, так как это — тандем между узлами 7, и 4 это создает передающее состояние из узла 7 для пакетов в этой службе к узлу 4, это приводит к истинной многоадресной записи, где у DA/VID есть выводы в двух интерфейсах 1 и 2. Узел 2, с другой стороны, находится только на одном кратчайшем пути в этой службе и только создает единственную передающую запись из узла 7 к узлу 6 для пакетов в этой службе.
Рисунок 3 показывает только единственную службу E-LAN и только дерево от одного из участников, однако очень большое число служб E-LAN с членством от 2 до каждого узла в сети могут поддерживаться, распространяя членство, вычисляя тандемные поведения, производя известные групповые адреса и заполняя FIBs. Единственные реальные ограничивающие факторы — размеры таблицы FIB и вычислительное питание отдельных устройств, оба из которых растут скачками ежегодно.

## Размещение/Проектирование трафика
802.1aq не распространяет трафик на hop-by-hop базисе. Вместо этого 802.1aq позволяет присвоение ISID (служба) к VID на краю сети. VID будет соответствовать точно одному из возможных наборов кратчайших путей в сети и никогда не будет отклоняться от заданной маршрутизации. Если есть приблизительно 10 кратчайших путей между различными узлами, можно присвоить различные службы различным путям и знать, что трафик для данной службы будет следовать точно по заданному пути. Таким образом трафик может легко быть присвоен требуемому кратчайшему пути. Если один из путей становится перегруженным, возможно переместить некоторые службы от тех кратчайших путей, повторно присваивая службы ISID различному, менее загруженному, VID на краях сети.
Детерминированная природа маршрутизации делает оффлайновый прогноз/вычисление/экспериментирование загрузки сети намного более простой, так как фактические маршруты не зависят от содержания заголовков пакета за исключением идентификатора VLAN.
Рисунок 4 показывает четыре различных равных по стоимости пути между узлами 7 и 5. Оператор может достигнуть относительно хорошего баланса трафика между узлами [0 и 2] и [1 и 3], присваивая службы в узлах 7, и 5 к одному из четырёх желаемых VIDs. При больше чем 4 путей ECT в сети, вероятно все 4 из них будут использоваться. Баланс может также быть достигнут между узлами 6 и 5 подобным образом.

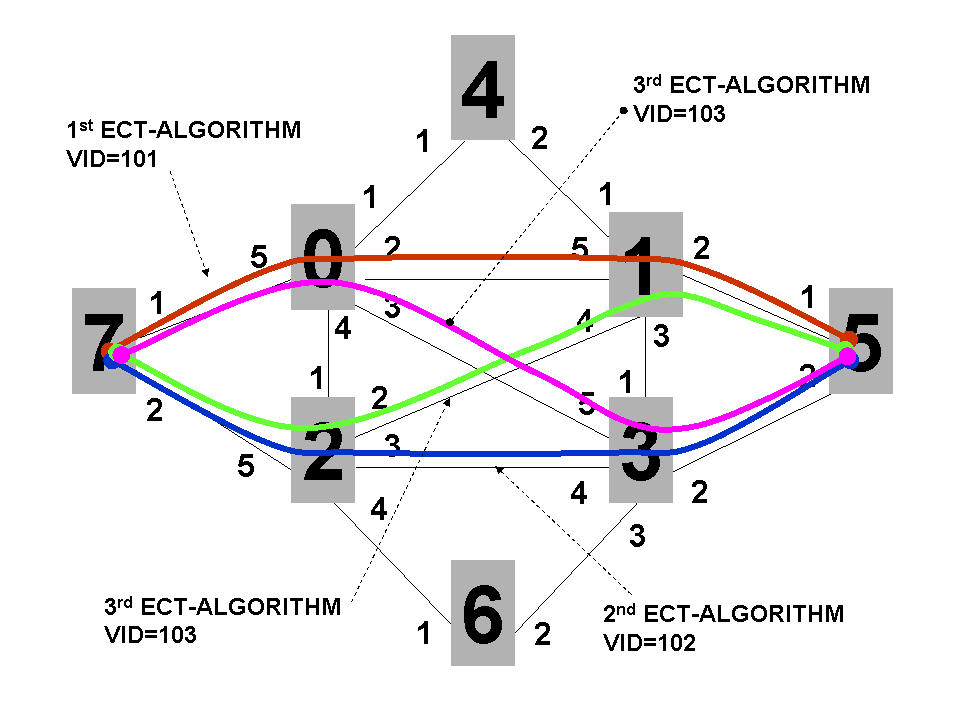
Рисунок 4

Если оператор не хочет вручную присваивать службы кратчайшим путям, то проще поставщику switch-ей позволить простому хешу ISID к одному из доступных VIDS давать степень неспроектированного распространения. Например, ISID по модулю числа ECt-VIDs может использоваться, чтобы выбрать фактический относительный VID для использования.
Если пути ECT не достаточно разнообразны, у оператора есть опция корректировки вводов распределённого алгоритма ECT, чтобы применить привлечение или отвращение от данного узла, основываясь на Bridge Priority узла. Можно провести эксперименты через оффлайновые инструменты, пока требуемые маршруты не достигнуты, а затем ISIDs может быть перемещен в получающиеся маршруты.
Рассмотрение анимации в рисунке 6 показывает разнообразие, доступное для организации трафика в 66 узлах сети. В этой анимации есть 8 путей ECT, доступных от каждого выделенного источника до места назначения, поэтому службы могли быть присвоены 8 различным пулам на основе VID. Одно такое начальное присвоение в рисунке 6 могло быть (ISID по модулю 8) с последующей точной настройкой по требованию.

## Анимации
Следующее три анимации показывают поведение 802.1aq.
Первая из них (рисунок 5) демонстрирует маршрутизацию в 66 узлах сети, где мы создали 7 задействованных E-LAN, используя ISID 100. В этом примере мы показываем дерево ECT, создаваемое от каждого участника, чтобы достигнуть всех других элементов. Мы циклически повторяемся через каждый элемент, чтобы показать полный комплект деревьев, создаваемых для этой службы. Мы приостанавливаемся однажды, чтобы показать симметрию маршрутизации между двумя из узлов и подчеркнуть его красной линией. В каждом случае источник дерева выделен с маленьким фиолетовым V.

Рисунок 5

Вторая анимация (рисунок 6) демонстрирует 8 путей ECT в тех же 66 узлах сети как рисунок 4. В каждом последующем анимированном фрейме используется тот же источник (показано фиолетовым), но различное место назначения (показано жёлтым). Для каждого фрейма все кратчайшие пути показаны наложенные между источником и местом назначения. Когда два кратчайших пути пересекают тот же транзитный участок, толщина проведенных линий увеличена. В дополнение к 66 узлам сети есть маленький многоуровневый Data Center сети также показан с источниками и местами назначения обоих в серверах (в нижней части) и от серверов до уровня маршрутизатора наверху. Эта анимация помогает показывать разнообразие производимого ECT.

Рисунок 6

Последняя из анимаций (рисунок 7) демонстрирует исходные целевые пути ECT, используя все 16 из, в настоящее время определённых, стандартных алгоритмов.

Рисунок 7